# Ulisse (Keiser)
Ulisse (Ulysses) è un'opera lirica composta dal tedesco Reinhard Keiser nel 1722. Il libretto, tratto dall'Ulysse di Henri Guichard, fu scritto da Friedrich Maximilian von Lersner. È un'opera in tre atti con prologo per solisti, coro e orchestra.
La prima esecuzione avvenne nel novembre 1722 a Copenaghen, in Danimarca.
| Controllo di autorità | VIAF (EN) 205772559 · GND (DE) 300541929 |